# Paul Dohrmann
Paul Dohrmann (* 7. Januar 1900 in Hannover; † 28. Juli 1957 ebenda) war ein deutscher Pädagoge und Schulbuchautor.

## Leben
Nach dem Abschluss des Lehrerseminars unterrichtete er ab 1926 in Niedersachsen an einer sogenannten „Hilfsschule“. 1945 wurde er zum Rektor einer Volksschule ernannt, wenig später wurde er Kreisschulrat, dann Regierungsrat und schließlich von 1948 bis zu seinem Tod leitender Schulrat der Stadt Hannover.

## Leistungen
In seiner Zeit als Schulrat legte Paul Dohrmann sein Augenmerk auf die Entwicklung der Heilpädagogik und auf den Aufbau moderner Hilfs- und Sonderschulen, der Vorbild überall in der BRD wurde. Außerdem entwickelte er die Methode des ganzheitlichen Lese- und Schreibunterrichts, die durch seine Dohrmann-Fibeln in der Bundesrepublik verbreitet wurde. 1949 wurde er auch zum 1. Vorsitzenden des neugegründeten Verband deutscher Hilfsschulen gewählt.

## Auszeichnungen posthum
Auf Grund seiner Verdienste um die Entwicklung der Förder- oder Sonderschulen wurden viele Schulen nach ihm (um-)benannt:
- Paul-Dohrmann-Schule (Grundschule mit Förderzentrum/Gesamtgrundschule), Berlin-Kreuzberg
- Paul-Dohrmann-Schule (Förderschule, Förderschwerpunkt „Lernen“), Dortmund-Scharnhorst-Ost
- Paul-Dohrmann-Schule (Förderschule, Förderschwerpunkt „emotionale und soziale Entwicklung“, Bochum-Grumme & Bochum-Altenbochum)
- Paul-Dohrmann-Sonderschule, Hannover
- Förderschule am Dohrmannweg – Förderschwerpunkt Lernen (Förderschule, Förderschwerpunkt „Lernen“), Elmshorn
- Paul-Dohrmann-Schule (Förderschule), Hamm
- Paul-Dohrmann-Schule (Förderschule, Förderschwerpunkte „emotionale und soziale Entwicklung“ und „Lernen“), Waltrop

## Werke
- Neue Fibel Hahn, Hannover 1947